# Dichordophora
Dichordophora is een geslacht van vlinders van de familie spanners (Geometridae), uit de onderfamilie Geometrinae.

## Soorten
- D. aplagaria Dyar, 1910
- D. phoenix Prout, 1912